# Академія наук суднобудування України
Академія наук суднобудування України (АНСУ) — всеукраїнська громадська організація, що об’єднує науковців та фахівців суднобудівної галузі. Заснована у червні 1996 року в Миколаєві.

## Заснування
Академія наук суднобудування України заснована в червні і зареєстрована як громадська організація 21 серпня 1996 року в місті Миколаїв С. С. Рижковим, Г. Ф. Романовським і С. І. Сербіним.
Станом на 2001 рік АНСУ мало 14 обласних відділень, де працювало 85 дійсних членів, 40 членів-кореспондентів та 19 експертів.

## Мета
Академія аналізує стан, тенденції та перспективи розвитку суднобудування, морського та річкового флоту; сприяє впровадженню дослідно-конструкторських розробок, спрямованих на комплексне вирішення актуальних проблем суднобудування, нових принципів проектування суден та обладнання, використанню нових матеріалів, конструкцій та іншого; створює інформаційні банки відповідних наукових даних; проводить обмін науково-технічною інформацією; координує навчальні роботи в галузі суднобудування; займається видавницькою діяльністю тощо.

## Досягнення та члени
Вчені АНСУ розробили теорію плазмохімічного горіння й теплообміну в плазмових потоках і на її основі створили плазмові системи горіння палива для теплових двигунів і котлів, а також принципи інтенсифікації переносу в двофазних дисперсних середовищах при обтіканні перепон та в каналах і на їхній основі сконструювали для теплових двигунів та різноманітних галузей народного господарства екологічне й ресурсозберігаюче обладнання для очищення та утилізації викидів. Також вченим належать нові матеріали й технології зварювання і споріднених процесів для морських об'єктів, суднового та енергетичного обладнання і теоретичні основи нелінійної хитавиці та безпеки нових типів суден.
АНСУ створило багатоцільові телекеровані підводнотехнічні комплекси й технології виконання різноманітних підводнотехнічних робіт, міжгалузевий центр метрологічної атестації та сертифікації поліметричних систем на базі методів та засобів імпульсної поліметрії, що значно підвищують ефективність та безпеку суден, танкерів, берегових паливосховищ. Було винайдено новий напрямок суднових вітродвигунів на основі жорстких вітрил.
До відомих членів академії належать Г. Романовський, Ю. Воробйов, О. Мільто, В. Квасницький, В. Волков, Ю. Горобець, В. Козляков, Ю. Крючков, С. Рижков, Ю. Шамарін, В. Блінцов, І. Овдієнко.